# Linz-Triathlon

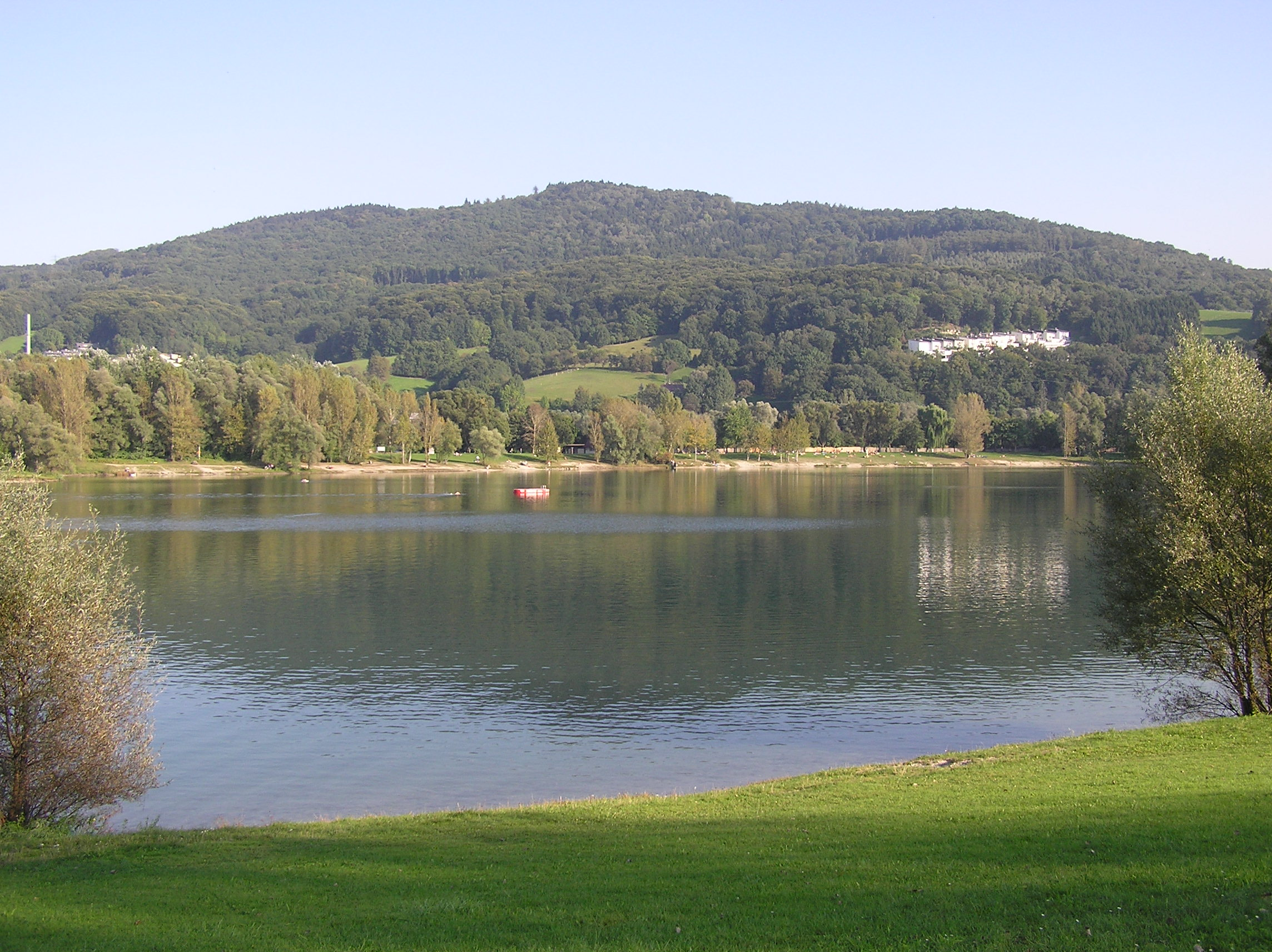
Der Pleschinger See im Nordwesten der Stadtgemeinde Steyregg

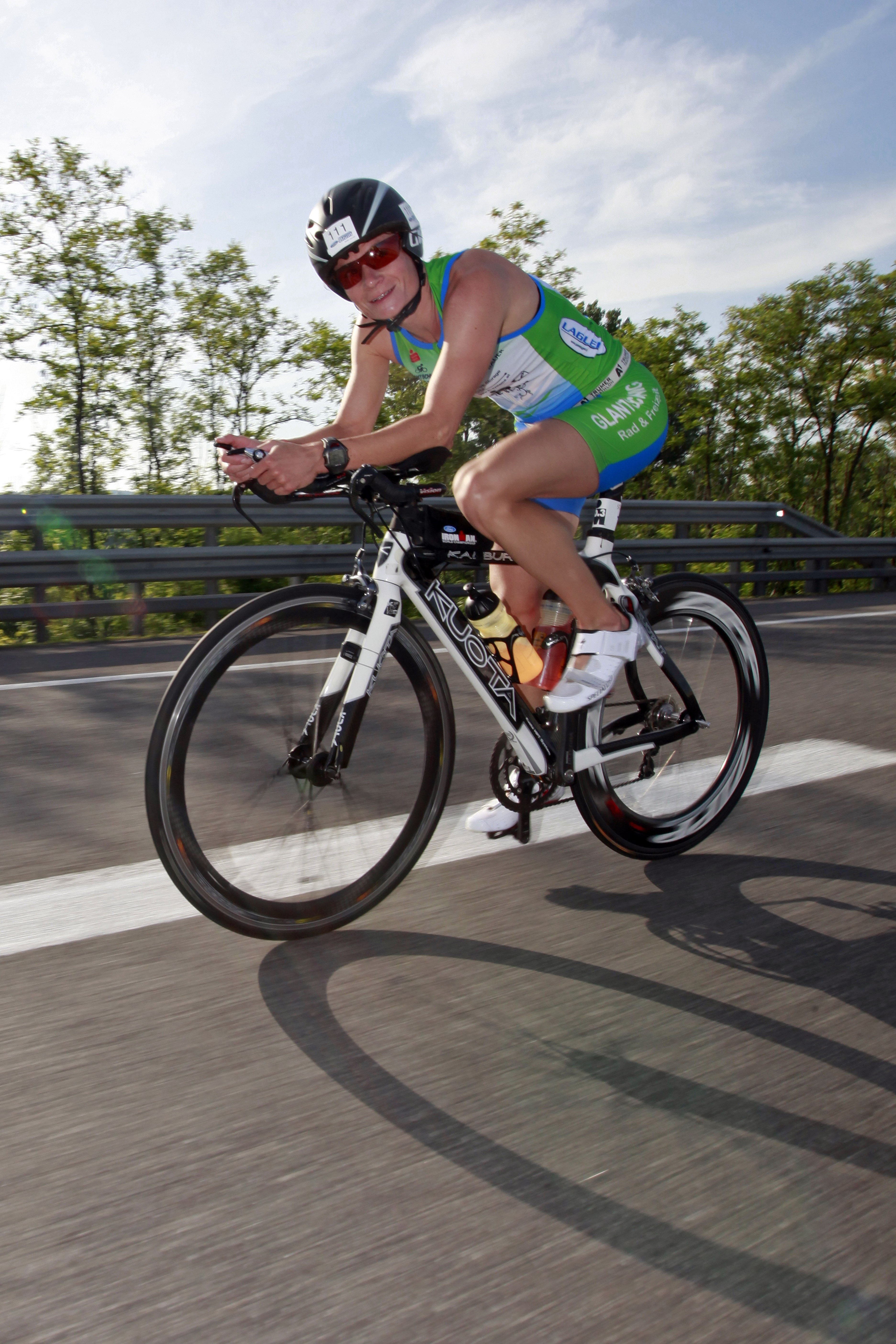
Simone Fürnkranz – die Siegerin auf der Mitteldistanz 2017

Der Linz-Triathlon ist eine seit 2005 jährlich in der oberösterreichischen Region Linz stattfindende Triathlon-Sportveranstaltung.

## Organisation
2005 wurde hier am Pleschinger See nordöstlich von Linz der erste Triathlon auf der Sprintdistanz (750 m Schwimmen, 24 km Radfahren und 5 km Laufen) ausgetragen, seit 2008 gibt es auch ein Rennen über die Mitteldistanz (1,9 km Schwimmen, 90 km Radfahren und 21,1 km Laufen) und seit 2015 auch über die Kurzdistanz (900 m Schwimmen, 45 km Radfahren und 10,5 km Laufen).
Bei der 10. Austragung 2014 waren mehr als 1100 Athleten angemeldet.
2017 wurden hier vom Österreichischen Triathlonverband (ÖTRV) die Triathlon-Staatsmeisterschaften auf der Mitteldistanz ausgetragen. 2018 wurde der Linz-Triathlon zum 14. Mal ausgetragen und es waren mehr als 1300 Athleten auf den verschiedenen Distanzen am Start.
Die ursprünglich für den 23. Mai 2020 geplante 16. Austragung musste im April im Rahmen der Ausbreitung des Coronavirus abgesagt werden. Ebenso wurde die für den 5. Juni 2021 geplante Austragung im März des Jahres abgesagt.
Nach einer Absage für die Saison 2023 ist hier die nächste Austragung am 15. September 2024.

## Ergebnisse

### Sprintdistanz
750 m Schwimmen, 24 km Radfahren und 5 km Laufen
| N ° | Datum/Jahr    | Männer                   | Männer           | Männer              | Frauen              | Frauen             | Frauen              |
| N ° | Datum/Jahr    | Erster Platz             | Zweiter Platz    | Dritter Platz       | Erster Platz        | Zweiter Platz      | Dritter Platz       |
| --- | ------------- | ------------------------ | ---------------- | ------------------- | ------------------- | ------------------ | ------------------- |
| 16  | Mai 2022      | Sebastian Fuchs          |                  |                     | Susanne Aumair -2-  |                    |                     |
| 15  | 1. Juni 2019  | Andreas Silberbauer      |                  |                     | Susanne Aumair      |                    |                     |
| 14  | 2. Juni 2018  | Patrick Wisinger         | Gerald Will      | Christoph Prem      | Kathrin Kaspareth   | Gabriela Loskotová | Elena Labmayer      |
| 13  | 27. Mai 2017  | Gerald Will -2-          | Alexander Bründl | Peter Luftensteiner | Hanna Schugt        | Sarah Wenger       | Mona Ritter         |
| 12  | 28. Mai 2016  | Gerald Will              | Bernhard Hirsch  | Christoph Prem      | Beatrice Weiß       | Stephanie Suess    | Manuela Müllner     |
| 11  | 6. Juni 2015  | Christian Birngruber -2- | Stefan Leitner   | Gerald Will         | Julia Hamberger     | Daniela Kratz      | Nathalie Birli      |
| 10  | 31. Mai 2014  | David Pleše              | Dominik Exel     | Johannes Hinterseer | Jitka Šimáková      | Nikoleta Stoilova  | Julia Hamberger     |
| 09  | 11. Mai 2013  | Dominik Exel             | Norbert Dürauer  | Andreas Madlmair    | Lydia Waldmüller    | Kathrin Müller     | Victoria Schenk     |
| 08  | 19. Mai 2012  | Peter Németh             | Daniel Pernold   | Gabriel Reichert    | Simone Steinecker   | Julia Hauser       | Victoria Schenk     |
| 07  | 14. Mai 2011  | Christian Birngruber     | Florian Kriegl   | Marc Sperl          | Alina Hambrusch     | Julia Hauser       | Verena Pröll        |
| 06  | 15. Mai 2010  | Sergey Yakovlev          | Lukas Gaggl      | František Kubínek   | Lisa Perterer       | Lydia Bencic       | Sabine Kempter      |
| 05  | 13. Juni 2009 | Manuel Wutscher -2-      | Martin Moucka    | Bernhard Keller     | Mira Zeilberger -3- | Julia Kastner      | Margot Traxler      |
| 04  | 24. Mai 2008  | Manuel Wutscher          | Christoph Lorber | Richard Varga       | Tiina Boman -3-     | Lisa Perterer      | Barbora Listopadová |
| 03  | 27. Mai 2007  | Gerald Horvath -3-       | Manuel Wyss      | Werner Leitner      | Tania Haiböck -3-   | Michaela Reichör   | Lisa Perterer       |
| 02  | 27. Mai 2006  | Gerald Horvath -2-       | Franz Höfer      | Bernhard Hiebl      | Tania Haiböck -2-   | Lisa Hütthaler     | Monika Altenreiter  |
| 01  | 28. Mai 2005  | Gerald Horvath           | Werner Leitner   | Ákos Vanek          | Tania Haiböck       | Lisa Hütthaler     | Julia Kargl         |

(SR: Streckenrekord)

### Kurzdistanz
900 m Schwimmen, 45 km Radfahren und 10,5 km Laufen
| Datum/Jahr   | Männer                  | Männer              | Männer           | Frauen               | Frauen              | Frauen           |
| Datum/Jahr   | Erster Platz            | Zweiter Platz       | Dritter Platz    | Erster Platz         | Zweiter Platz       | Dritter Platz    |
| ------------ | ----------------------- | ------------------- | ---------------- | -------------------- | ------------------- | ---------------- |
| Mai 2022     | Andreas Silberbauer -2- | Manuel Hückel       | Robert Taferner  | Julia Leitner        | Birgit Mittenbühler | Antonia Luchini  |
| 1. Juni 2019 | Christian Tortorolo     | Martin Enzenberger  |                  | Simone Kumhofer      |                     |                  |
| 2. Juni 2018 | Andreas Silberbauer     | Christian Tortorolo | Adrian Hainzl    | Michaela Herlbauer   | Simone Kumhofer     | Sigrid Herndler  |
| 27. Mai 2017 | Massimo Köstl           | Thomas Martinek     | Martin Moucka    | Anastasiia Chernenko | Lenka Fanturova     | Martina Nováková |
| 28. Mai 2016 | Johannes Hinterseer -2- | Thomas Martinek     | Lukas Maiwaelder | Jacqueline Kallina   | Petra Veselá        | Iris Thalhammer  |
| 6. Juni 2015 | Lukas Maiwaelder -2-    | Christian Bruckner  | Robert Gößwein   | Lea Laukat           | Bianca Morvillo     | Anita Brandner   |

(SR: Streckenrekord)

### Mitteldistanz
1,9 km Schwimmen, 90 km Radfahren und 21,1 km Laufen
| Datum/Jahr    | Männer               | Männer               | Männer               | Frauen              | Frauen             | Frauen             |
| Datum/Jahr    | Erster Platz         | Zweiter Platz        | Dritter Platz        | Erster Platz        | Zweiter Platz      | Dritter Platz      |
| ------------- | -------------------- | -------------------- | -------------------- | ------------------- | ------------------ | ------------------ |
| 15. Sep. 2024 |                      |                      |                      |                     |                    |                    |
| Mai 2022      | Peter Müllner        | Paul Honeder         | Harald Maderthaner   | Cindy Friebel       | Barbara Gerngroß   | Gudrun Steiner     |
| 1. Juni 2019  | Georg Enzenberger    | Norman Banick        | Daniel Schneider     | Petra Veselá        | Kathrin Kaspareth  |                    |
| 2. Juni 2018  | Andreas Fuchs        | Oliver Kreindl       | Harald Maderthaner   | Anais Tommy-Martin  | Sieglinde Kiencel  | Miriam Aigner      |
| 27. Mai 2017  | Markus Liebelt -2-   | Pavel Simko          | Stefan Hehenwarter   | Simone Fürnkranz    | Anna Przybilla     | Kamila Polak       |
| 28. Mai 2016  | Johann Grundbichler  | Daniel Rennertseder  | Bernhard Goll        | Michaela Herlbauer  | Jenny Schulz       | Julia Leitner      |
| 6. Juni 2015  | Michael Raelert (SR) | Paul Ruttmann        | Jan Klindworth       | Simona Křivánková   | Mareile Hertel     | Gabriela Loskotova |
| 31. Mai 2014  | Paul Ruttmann        | Georg Swoboda        | Karl Prungraber      | Michaela Rudolf -2- | Katrin Lang        | Isabella Windhager |
| 11. Mai 2013  | Markus Liebelt       | Florian Kriegl       | Maximilian Kirmeier  | Jana Candrová       | Dominique Angerer  | Martina Maul       |
| 19. Mai 2012  | Christian Birngruber | Manuel Wyss          | Matthias Buxhofer    | Anna Kusch          | Sabine Kempter     | Maria Weißenbacher |
| 14. Mai 2011  | Matthias Buxhofer    | Marcel Bischof       | Gerald Horvath       | Dominique Angerer   | Bettina Zelenka    | Carolin Lehrieder  |
| 15. Mai 2012  | Jürgen Stilgenbauer  | Christian Birngruber | Bernhard Keller      | Bettina Zelenka     | Katrin Esefeld     | Daniela Rechberger |
| 13. Juni 2009 | Werner Leitner       | Gernot Seidl         | Christian Froschauer | Michaela Rudolf     | Daniela Rechberger | Andrea Hollenstein |
| 24. Mai 2008  | Thomas Hellriegel    | Werner Leitner       | Filip Kristl         | Tamara Kozulina     | Sigrid Mutscheller | Daniela Rechberger |
| 27. Mai 2007  | Filip Kristl         | Karl Prungraber      | Bernhard Keller      | Anita Hofbauer      | Heike Funk         | Susanne Buckenlei  |

| ÖTRV – Staatsmeisterschaft Mitteldistanz |

(SR: Streckenrekord)